# Associação Brasileira de Normas Técnicas
La Asociación Brasileña de Normas Técnicas (en portugués Associação Brasileira de Normas Técnicas - ABNT), es el cuerpo normativo responsable para los estándares técnicos en Brasil, e intenta promover, el desarrollo tecnológico en el país. Es una organización sin fines de lucro fundada el 28 de septiembre de 1940, junto con el  Foro Nacional de Normalización.
Es miembro fundador de la Organización Internacional de Normalización, la Comisión Panamericana de Normas Técnicas y la Asociación Mercosur de Normalización.
La ABNT es el representante exclusivo de Brasil en las organizaciones internacionales en la Organización Internacional de Normalización y la Comisión Electrotécnica Internacional, así como también en la Comisión Panamericana de Normas Técnicas y la Asociación Mercosur de Normalización.